# Haicang
Haicang är ett stadsdistrikt i Xiamens subprovinsiella stad i provinsen Fujian i sydöstra Kina. Det ligger omkring 220 kilometer sydväst om provinshuvudstaden Fuzhou. 
Haicang är indelat i fyra stadsdelsdistrikt och två administrativa enheter på sockennivå.
Stadsdelsdistrikt (jiedao):

- Dongfu (东孚街道)
- Haicang (海沧街道)
- Songyu (嵩屿街道)
- Xinyang (新阳街道)

Områden på sockennivå:
- Tianzhushan Linchang skogsbruk (天竺山林场)
- Xiamen Haicang Baoshui Gangqu hamnområde¨ (厦门海沧保税港区)